# رامسو، اتریش
رامسو (به آلمانی: Ramsau) یک منطقهٔ مسکونی در اتریش است که در ناحیه لیلینفلد واقع شده‌است. رامسو ۹۳۴ نفر جمعیت دارد.